# Греки в Єгипті
Греки в Єгипті — грецька громада в Єгипті, яка нині нараховує до 4 тисяч осіб.

## Історія

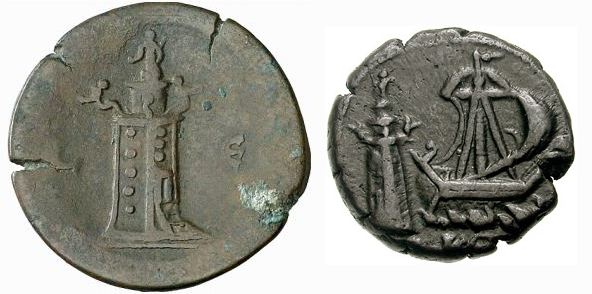
Давньогрецька монета із зображенням Александрійського маяка

Греки оселились в Єгипті ще в античну добу. Геродот, який відвідав Єгипет в 5 столітті до н. е., стверджував, що греки були одними з перших іноземців, які коли-небудь жили в цій країні. Діодор Сицилійський передав переказ про те, що до всесвітнього потопу Родоський Актій, один з Геліадів, побудував тут місто Геліополіс, так само як афіняни побудували Саїс. Він свдчить, що хоча усі грецькі міста загинули під час потопу, єгипетські, включаючи Геліополіс і Саїс, залишились неушкодженими.
По-справжньому процвітаючою грецька громада в Єгипті стала в елліністичний період (див. Елліністичний Єгипет) під проводом правителів династії Птолемеїв, заснованої діадохом Птолемеєм I Сотером. В цей час Александрія, заснована Александром Великим, стала центром грецького та всього елліністичного світу. Александрійський маяк вважався одним із семи чудес древнього світу, а в добу правління Птолемея II Філадельфа Александрійська бібліотека стала найбільшою бібліотекою. Останнім фараоном Єгипту була грецька принцеса Клеопатра VII.

## 19-20 століття

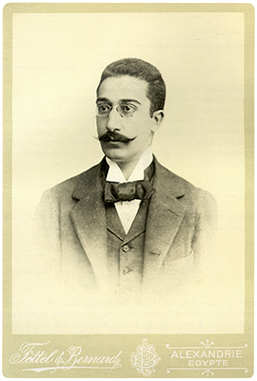
Константінос Кавафіс, поет

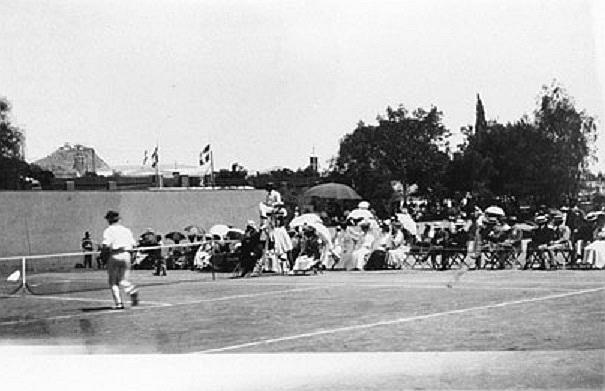
Діонісіос Касдагліс, тенісист

Стефанос Тамвакіс

Незважаючи на відносну нечисельність громади на початку 3 тисячоліття, на початку 20 століття грецька громада в Єгипті, за офіційними архівними даними Міністерства закордонних справ Греції сягала понад 180 000 осіб. Серед них тільки 132 947 мали грецьке громадянство.
Особливо сильною грецька громада була в період 1880 — 1920 років, відігравала провідну роль як в економічному, політичному, так і культурному житті держави. Найвідоміші династії грецьких підприємців в Єгипті: Бенакіс (Еммануїл Бенакіс, Антоніс Бенакіс, Пенелопі Бенакі-Дельта), Сальвагос (Константінос Сальвагос), Родоханакіс (Константінос Родоханакіс, Міхаіл Еммануїл Родоханакіс) і Зервудахіс. Зокрема греками заснований один з провідних банків — Банк Александрії. Із грецької громади в Єгипті вийшли численні митці, письменники, дипломати і політики. Найвідоміший з них у світі поет Константінос Кавафіс.
До 1940-х років греків нараховувалося до 250 тисяч осіб. Основним осередком була Александрія, особливо околиці монастиря та церкви святого Савви. Також значна за чисельністю громада мешкала в Дум'яті, тут діяла грецька школа, будинок для подорожніх греків та церква святого Миколая. В Каїрі грецька громада заснована 1856 року в трьох основних районах: Тзуонія, Харет-ель Рум (в перекладі буквально означає Вулиця греків) і в Хамзауі. Патріархат розташувався в Харет-ель румі, недалеко від церкви святого Марка. Грецький монастир Святого Георгія в Старому Каїрі існує донині. Він оточений величезною стіною, увінчаний кам'яною вежею. У його стінах діє грецький госпіталь, школа та притулок для літніх і бідних. Дещо менш чисельні, аніж в Александрії та Каїрі, наприкінці 19 століття грецькі громади сформувалися в Ель-Мансурі, Порт-Саїді, Танті, у Заказіку.
Під час Балканських воєн грецька громада Єгипту надіслала Греції добровольців та фінансувала діяльність госпіталів, надавала житло сім'ям солдатів. Під час Другої світової війни більше 7 000 греки Єгипту билися на боці союзників на Близькому Сході. Їхній фінансовий внесок досяг 2 500 млн. єгипетських фунтів. Після Суецької кризи, в той час як британські та французькі робочі залишали Єгипет, греки залишилися.

## Понтійці Єгипту
В околицях Монастиря Святої Катерини живуть бедуїни гембелії, так звані, «понтійські греки пустелі» — давня грецька громада, життя якої безпосередньо пов'язане із діяльністю монастиря. Розмовляють вони грецькою мовою, і хоча за віросповіданням мусульмани, при цьому зберігають деякі християнські традиції.
Прихід їх на Синай пов'язаний з епохою візантійського імператора Юстиніана, який побудував тоді монастир та виселив у пустелю 200 сімей з Понту для обслуговування ченців. У 7-8 століттях громада ісламізувалася під тиском місцевих жителів, з якими понтійці вступили в кровні відносини (тобто шлюби), але при цьому гембеляни не забули понтійську мову і, як і раніше, називають себе нащадками ромеїв.

## Видатні греки Єгипту
Давні греки
- Птолемей I Сотер
- Птолемей II Філадельф
- Клеопатра VII
- Евклід
- Ератосфен
- Гіпатія
- Філон
- Плотін
- Клавдій Птолемей

Новогреки
- Константінос Кавафіс
- Йоргос Сеферіс
- Нікос Ніколаїдіс
- Діонісіос Касдагліс
- Костас Скарвеліс
- Антігона Костанда
- Янніс Дессес
- Кімон Еван Маренго
- Неллі Мазлум
- Жорж Мустакі
- Деміс Русос
- Георгіос Авероф
- Феодор II
- Константін Ксенакіс
- Константінос Сперас
- Манос Лоізос
- Джина Бахауер
- Томас Томопулос
- Янніс Хрісту
- Константінос Партеніс
- Антоніс Бенакіс
- Еммануїл Бенакіс
- Пенелопі Дельта
- Стефанос Тамвакіс